# Al-Istakhri
Abū Isḥāq Ibrāhīm ibn Muḥammad al-Fārisī al-Karkhī al-Iṣṭakhrī (in arabo ﺍﺑﻮ ﺍﺳﺤﺎﻕ ﺍﺑﺮﺍﻫﻴﻢ ﺑﻦ ﻣﺤﻤﺪ الكرخي ﺍلاﺻﻄﺨﺮﻱ‎?; Istakhr, ... – 957) è stato un geografo persiano.

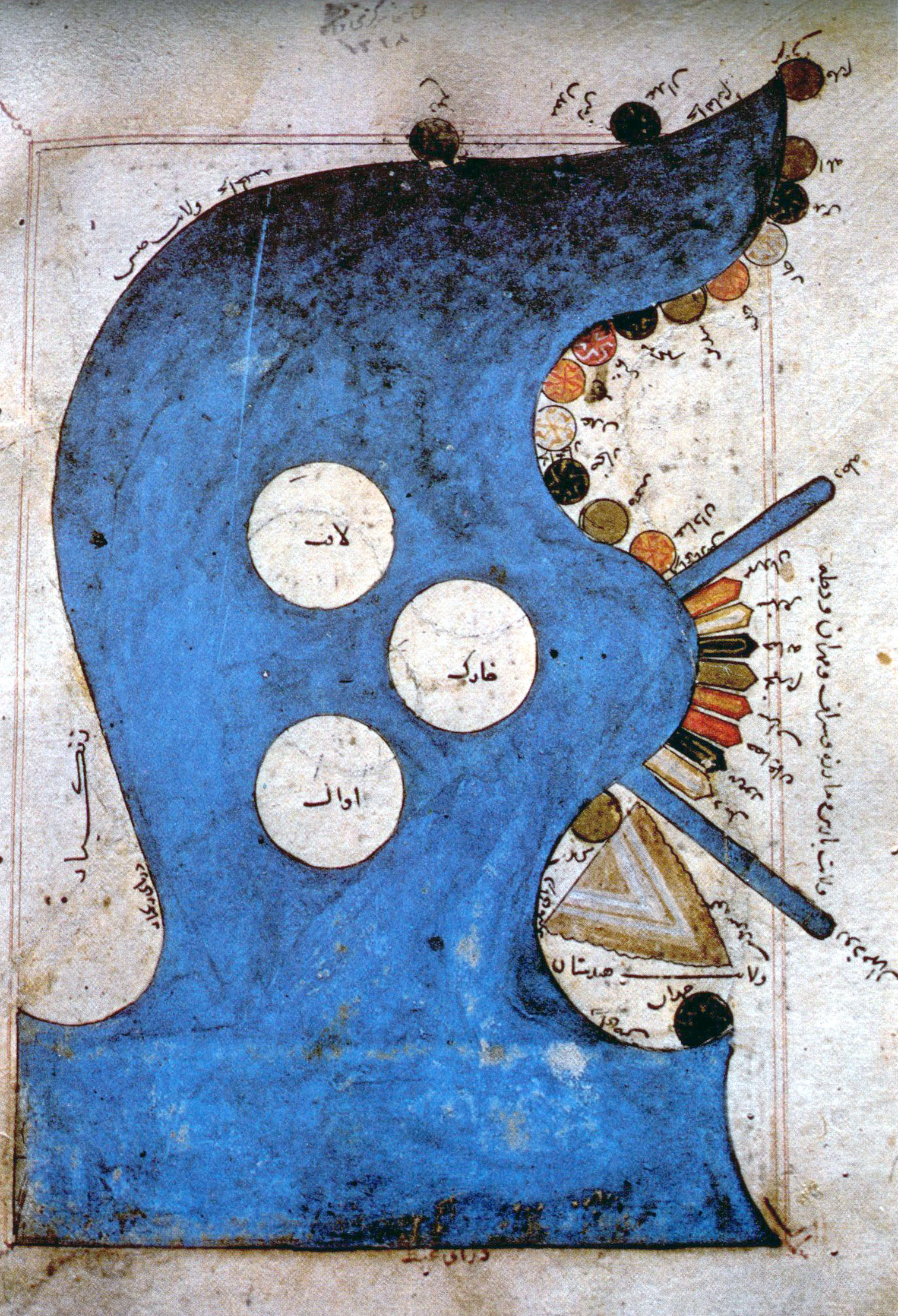
Mappa del Golfo Persico di al-Iṣṭakhrī.

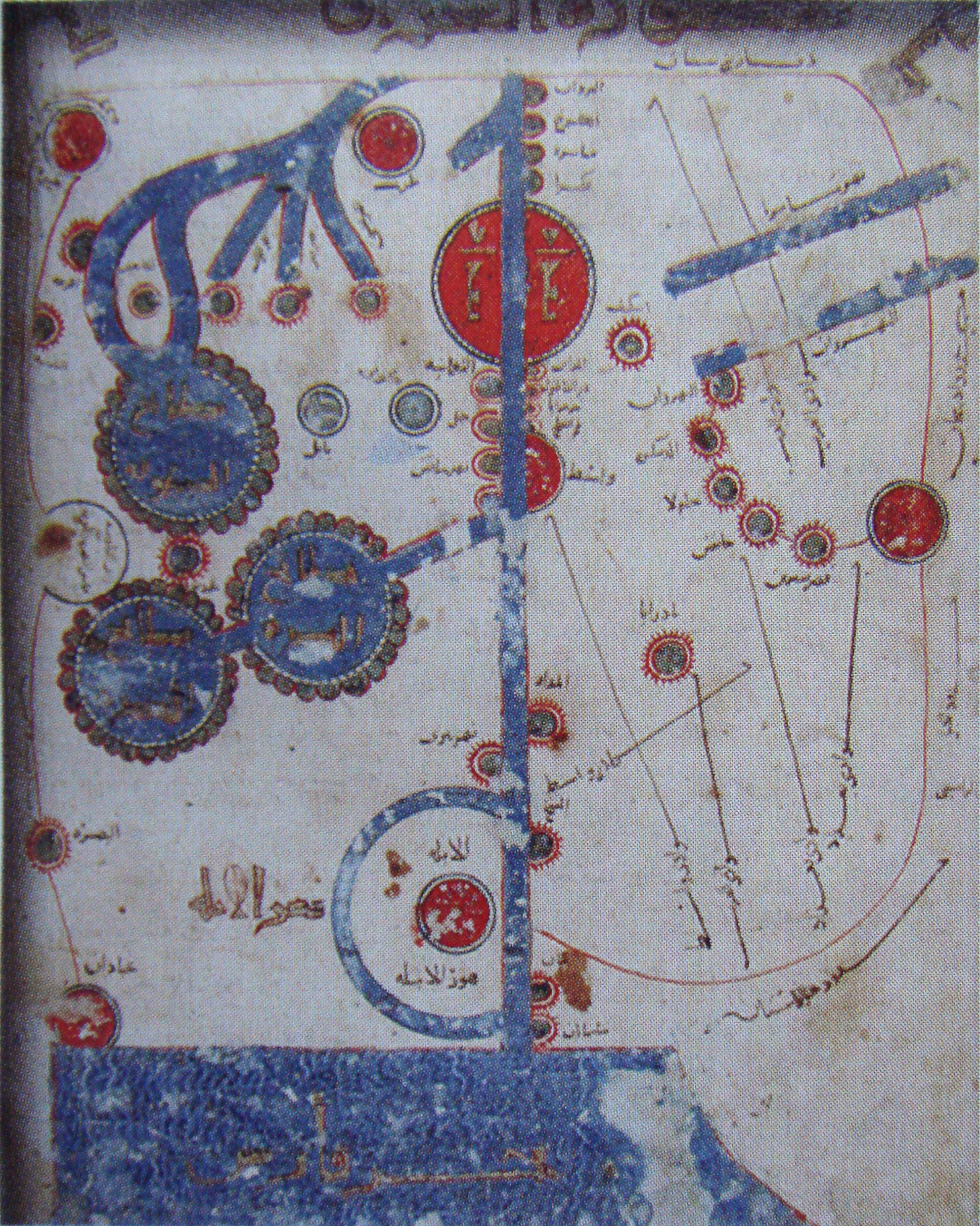
Carta del "Libro delle strade e dei regni" di al-Iṣṭakhrī.

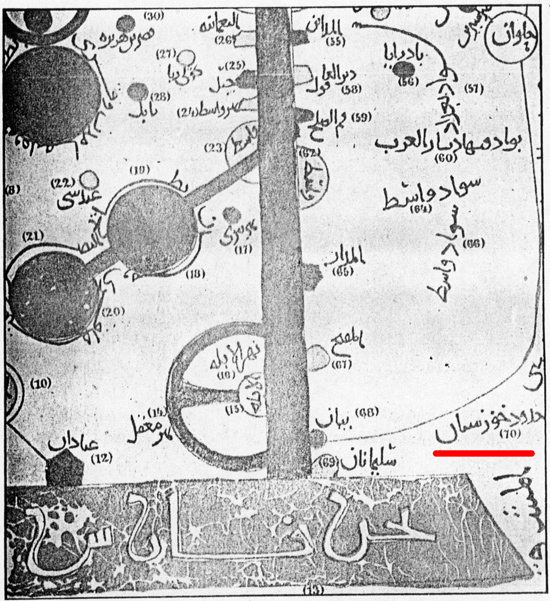
Carta del Kitāb al-aqālīm di al-Iṣṭakhrī, riproducente il Khūzestān persiano.

Geografo persiano del X secolo, presumibilmente di Iṣṭakhr, frequentò Ibn Ḥawqal e fu influenzato da Abū Zayd al-Balkhī ed è particolarmente apprezzato per aver redatto in lingua araba il Kitāb al-masālik al-mamālik (Libro delle strade e dei reami) e il Ṣuwar al-aqālīm (Le forme dei climi).